# Borsa di Shenzhen
La Borsa di Shenzhen, o Shenzhen Stock Exchange (SZSE), è, insieme alla Borsa di Shanghai e alla Borsa di Hong Kong una delle tre borse valori della Cina continentale.
Nel 2008 era la nona piazza finanziaria asiatica per capitalizzazione e ha sede a Shenzhen.